# Sudweyher Wassermühle
Die Sudweyher Wassermühle, häufig auch Wassermühle Sudweyhe befindet sich Im Mühlengrunde 15 und 17 in Weyhe, Ortsteil Sudweyhe. Die Mühle liegt beim Gutshof Sudweyhe und an der Niedersächsischen Mühlenstraße. An dem Standort gab es bereits seit dem 15. Jahrhundert eine Wassermühle. Die heutigen Gebäude wurden um 1810 und um 1819 erbaut. Seit 1984 dient die Mühle als Kulturzentrum Weyhe und als Gemeindearchiv. Das Wasserrad der Wassermühle wird von der Hache angetrieben. 
Die Gebäudegruppe steht unter Denkmalschutz (Siehe auch Liste der Baudenkmale in Weyhe).

## Geschichte
860 wurde Weyhe erstmals erwähnt und die Lester Marsch 1158 sowie 1187 die Villicus de Leste.
Um 1260 gehörte eine Mühle (vermutlich ein Vorgängerbau) zum Lehnsgut Heinrich des Bogeners, dem Grafen Heinrich IV. von Oldenburg-Wildeshausen.
Die unterschlächtige Wassermühle aus den 1420er Jahren unterstand noch im 17. Jahrhundert der Lehnsherrschaft des Bremer Erzbischofs. Das Gut gehörte ab dem 16. Jahrhundert bis 1677 der Familie Frese (genannt auch Fresen-Hof) in fünf Generationen, nachdem 1513 der Herzog von Braunschweig-Lüneburg den Freudenberger Drosten Johann Frese mit dem Gut in Weyhe belehnte. Wassermühle und Gut wurden seitdem gemeinsam bewirtschaftet.
Als Eigentümer des Gutes folgten 1695 die Familien Weipart Ludwig von Fabrice und danach von Schwicheldt.
Teilweise wurde die Mühle mit drei Wasserrädern angetrieben, wie es ein alter Merian-Stich von 1653 zeigt. 1733 sind die Mühle und der Mühlenteich sowie das Gut im Gutsplan dargestellt.
Die Mühle diente hauptsächlich zur Herstellung von Viehfutter und Backschrot. Zeitweise wurde sie auch als Walk- und Ölmühle genutzt. Für die Herstellung von Feinmehl aus Weizen und Roggen wurden drei Walzenstühle eingesetzt, gekoppelt mit Windfege, Getreidereinigung und Plansichter. Bei ausreichender Wassermenge konnten täglich 1,5 t Getreide zu Feinmehl verarbeitet werden. 1869/70 waren zwei Wasserräder vorhanden. 1907 ergänzte ein 20 PS (~14,7 kW) starker Gasmotor den Betrieb und ab 1930 ein 28 PS (~20,6 kW) starker Elektromotor.
Der Mühle besteht heute aus

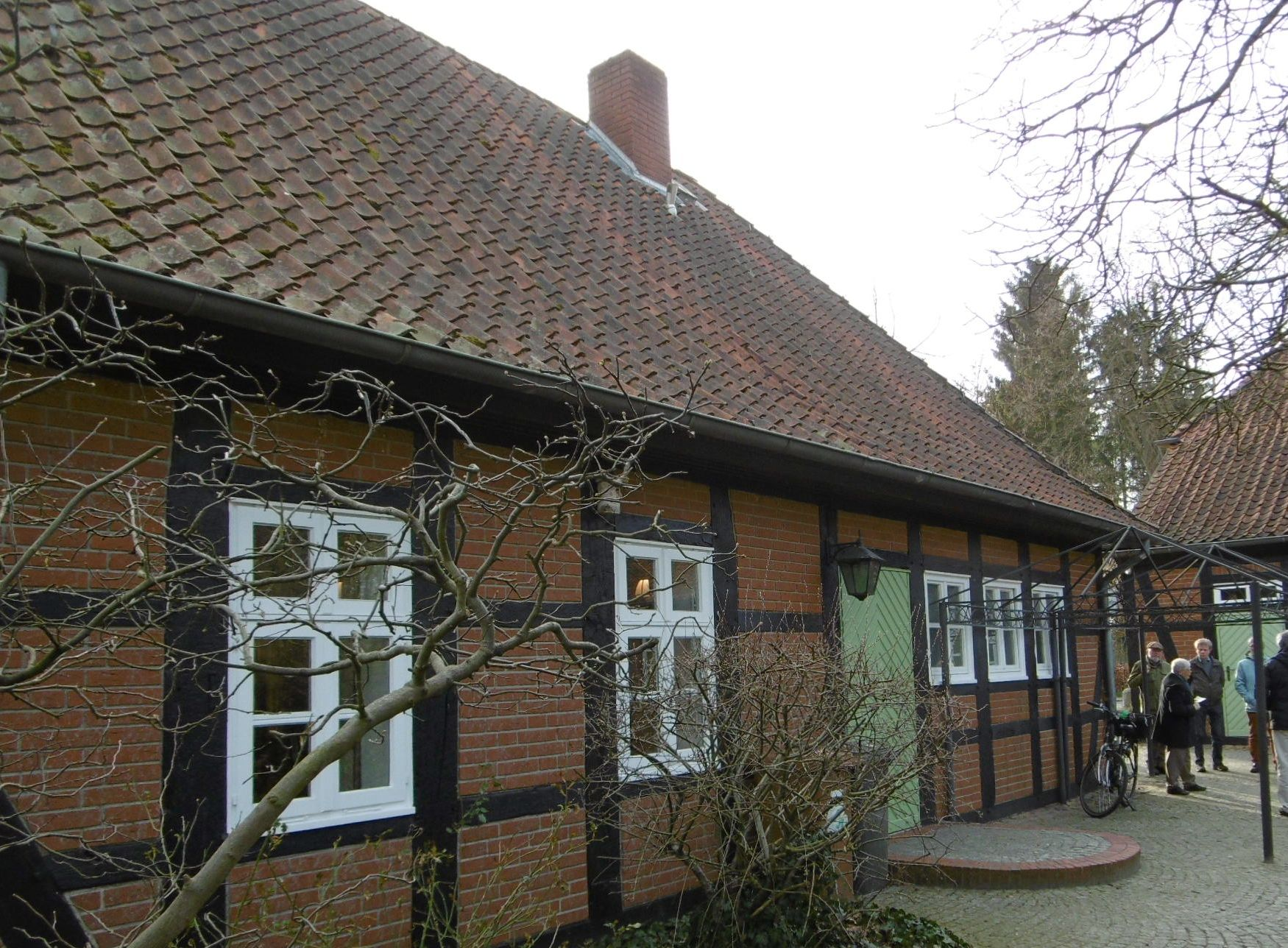
Mühlenscheune

- der zweigeschossigen Wassermühle, ein Fachwerkhaus mit einem Krüppelwalm- / Mansarddach von 1819 mit dem östlichen Fachwerkanbau von 1853, der Wasserwand von 1870 und dem Rotsteinanbau von 1907. Die Mühle wurde 1963 stillgelegt, 1981 von der Gemeinde erworben und saniert und ist seit 1984 ein Kulturzentrum
- der eingeschossigen Mühlenscheune für Stroh und Vieh von 1807 als Fachwerkhaus mit Satteldach; nach 1945 oft als Backhaus bezeichnet, da hier Brot gebacken wurde; heute: Räume für Kleinkunstveranstaltungen und Filmvorführungen. Ein Vorgängerbau von 1702 war vermutlich ein Walkhaus und auch Wohnhaus des Gutsgärtners.[2]